# Álfrún
Álfrún ist ein isländischer weiblicher Vorname.

## Herkunft und Bedeutung
Álfrún ist eine moderne isländische Form des altnordischen Namens Alfrún und setzt sich zusammen aus ALF „Elfe, übernatürliches Wesen“ und RUN „Geheimnis“.

## Namensträgerinnen
- Álfrún Gunnlaugsdóttir (1938–2021), isländische Schriftstellerin
- Alfrun Kliems (* 1969), deutsche Literaturwissenschaftlerin, Slawistin und Hochschullehrerin
- Álfrún Laufeyjardóttir isländische Schauspielerin
- Álfrún Örnólfsdóttir (* 1981), isländische Schauspielerin